# روبن تشارلز وارنز
روبن تشارلز وارنز (بالإنجليزية: Reuben Charles Warnes)‏ (12 أكتوبر 1875 – 16 يناير 1961) هو ملاكم من المملكة المتحدة راحل، مثّل بلاده في الألعاب الأولمبية الصيفية 1908.

## روابط خارجية
روبن تشارلز وارنز على موقع أوليمبيديا (الإنجليزية)